# Edward Planckaert
Edward Planckaert (Kortrijk, 1 de febrer de 1995) és un ciclista belga, professional des del 2017 i actualment a l'equip del Alpecin-Deceuninck. Els seus germans Baptiste i Emiel també s'han dedicat al ciclisme.

## Palmarès
- 2016
  - 1r a la Gant-Staden
- 2021
  - Vencedor d'una etapa de la Volta a Burgos

### Resultats a la Volta a Espanya
- 2021. 122è de la classificació general
- 2023. 136è de la classificació general

### Resultats al Tour de França
- 2022. 110è de la classificació general